# Smiley Nation
『Smiley Nation』（スマイリー・ネーション）は、GARNET CROWの32枚目のシングル。2011年6月29日にGIZA studioから発売された。

## 概要
「Over Drive」から1年2か月ぶりとなるシングル。デビュー以来初めて1年以上の間隔を空けてのシングルリリースとなった。初回限定盤（CD+DVD）、通常盤（CDのみ）の2形態でのリリースで、ジャケットが異なる。DVDには、「Smiley Nation」のミュージッククリップを収録。
本作と同日には、ライブDVD2作品（『GARNET CROW livescope 2009 〜夜明けのSoul〜』『GARNET CROW livescope 2010+ 〜welcome to parallel universe!〜』）が同時発売され、本作との同時購入者特典も実施された。「GARNET CROW オリジナルライブショットクロックパネル」が総計20名（本作とDVD作品どちらか1タイトルの同時購入者）に当たるというものである。

## 収録曲
1. Smiley Nation [4:14]
  - 作詞：AZUKI七 / 作曲：中村由利 / 編曲：古井弘人

中京テレビ制作・日本テレビ系全国ネット『フットンダ』6月エンディングテーマ[1]
2003年に発表された「泣けない夜も 泣かない朝も」以来となるバラエティ番組のタイアップに起用された。ミュージッククリップは「笑顔」をテーマに制作され、公式サイトでは笑顔になれる写真 (Smiley Photo) を一般公募し、送られた写真はミュージッククリップで使用された。
2. 八月の夜 [4:21] 
  - 作詞：AZUKI七 / 作曲：中村由利 / 編曲：古井弘人
3. Smiley Nation -Instrumental-

### DVD（初回限定盤のみ）
1. Smiley Nation -music clip-

## 収録アルバム
Smiley Nation
- メモリーズ
- THE ONE 〜ALL SINGLES BEST〜

八月の夜
- GOODBYE LONELY 〜Bside collection〜